# Fernando León de Aranoa
Fernando León de Aranoa (ur. 26 maja 1968 w Madrycie) – hiszpański reżyser, scenarzysta i producent filmowy.

## Kariera
Pochodzi z Madrytu. Jest absolwentem Uniwersytetu Madryckiego. W 1997 otrzymał nagrodę Goya dla najlepszego wschodzącego reżysera za film Rodzina. Dwa lata później jako najlepszy reżyser otrzymał tę samą nagrodę za film Dzielnica. Złotą Muszlą dla najlepszego filmu na Międzynarodowym Festiwalu Filmowym w San Sebastián w 2002 uhonorowano wyreżyserowany przez De Aranoę komediodramat Poniedziałki w słońcu. Film ten otrzymał również nagrodę Międzynarodowej Federacji Krytyki Filmowej oraz nagrodę Światowego Katolickiego Stowarzyszenia Komunikacji Społecznej. Fernando León de Aranoa otrzymał za ten film nagrodę Goya dla najlepszego reżysera.
Nagrodą Goya za najlepsze scenariusze nagrodzono jego filmy: Księżniczki (2005) oraz Cudowny dzień (2015). W 2007 Aranoa nakręcił jeden z segmentów nowelowego filmu Niewidzialni. Na warszawskim Festiwalu Filmowym i Artystycznym Lato Filmów w 2012 nominowano do Nagrody Jury Konkursu na Film z Najlepszym Scenariuszem dramat Amador.